# Akalabeth: mundo de perdición
Akalabeth: mundo de perdición (titulado originalmente en inglés Akalabeth: World of Doom) es un juego de rol para ordenador originalmente publicado en 1979 para Apple II por Richard Garriott, y más adelante publicado para el Apple II por la Compañía Informática California Pacific en 1980. Richard Garriott diseño el juego como para simplemente ver que tan lejos podía llegar, que a día de hoy ha sido reconocido como uno de los primeros ejemplos de juego de rol para ordenador y es el predecesor de la serie de juegos Ultima que dio comienzo a la carrera de Garriott.

## Historia
El juego fue diseñado por el adolescente Richard Garriott usando el lenguaje de programación BASIC para el Apple II mientras vivía con sus padres e iba al Instituto en Houston, Texas. Al principio comenzó como un proyecto del colegio durante su primer año usando el sistema mainframe del instituto y un ordenador Apple II, así como otro Apple II que le compró su padre.
El juego evolucionó durante varios años bajo el título D&D con la ayuda de sus amigos y compañeros de Dungeons & Dragons que actuaron como probadores del mismo. Cuando el juego llegó a su versión D&D28b en 1979 (donde “28b” se refiere a la versión), paso a llamarse Akalabeth y se lo enseñó a su jefe de la tienda ComputerLand del área de Clear Lake City, Texas, quien sugirió que vendiera el juego en la tienda. Garriott aceptó y distribuyó el juego en bolsas de plástico junto con una cubierta dibujada por su madre. Finalmente vendió quince copias. Su jefe envió secretamente una decimosexta copia a la Compañía Informática California Pacific, quienes demostraron estar interesados en contactar con Garriott para hablar de la compra de los derechos de publicación del juego. En una entrevista con la compañía en California, Garriot cedió los derechos a California Pacific y la compañía se convirtió en la distribuidora del juego. El juego terminó vendiendo 30.000 copias, dando a Garriott 150.000$ a 5$ la copia. California Pacific acabó en bancarrota poco después de su próximo juego, Ultima.
La creación de Akalabeth fue principalmente inspirada por Dungeons & Dragons, ya que hacía partidas semanales, y por la obra de J. R. R. Tolkien. El nombre deriva de «Akallabêth», una de las partes de El Silmarillion de Tolkien, aunque el juego no está basado en esa historia. Además, aunque no ha sido explícitamente dicho, Akalabeth es considerado el primer juego de la saga Ultima. Fue más tarde incluido en el recopilatorio de 1998 Ultima Collection donde oficialmente adquirió el nombre de Ultima 0 y añadió gráficos CGA y música MIDI. Fue la primera versión portada oficialmente a otro ordenador distinto del Apple II.

## Jugabilidad y tecnología
Esencialmente, el juego trata de imitar la jugabilidad de los juegos de rol de mesa a los ordenadores. El jugador recibe misiones de Lord British (el alter ego de Garriott, y su mote desde el Instituto) en las que debe matar en sucesión a 10 monstruos cada vez más difíciles. La mayor parte de la jugabilidad toma lugar en el interior de la mazmorra, pero también había un mapa del mundo exterior visto desde arriba y descripciones de texto para rellenar el resto de la aventura. Las versiones anteriores al D&D28b de Garriot usaban caracteres ASCII para representar los objetos y los monstruos, pero tras jugar a Escape, un antiguo juego de laberintos del Apple II, decidió pasarlos a gráficos vectoriales y a primera persona en las mazmorras del juego.
Aunque desfasado para los estándares modernos, en 1980, los gráficos de Akalabeth y la jugabilidad durante la exploración de mazmorras fueron consideradas muy avanzadas para aquella época. Y ya que Akalabeth fue escrito en Applesoft BASIC, un lenguaje de programación interpretado, era bastante simple para que los jugadores modificaran el código fuente y así modificaran el juego.

## Fecha de publicación
Muchas fuentes, incluyendo al mismo Garriott y a Origin Systems, afirman que Akalabeth fue creado en el verano de 1979 y vendido aquel mismo año en bolsas de plástico, Aun así, en las etiquetas de la primera publicación pone "© Richard Garriott 1980". Las fechas de publicación de California Pacific (1980 y 1981) no son discutidas.

## Recepción
El juego fue comentado en 1982 en Dragon #65 por Bruce Humphrey. Humphrey concluyó que "Akalabeth es un primo pobre en relación con Wizardry y otros juegos de rol de ordenador recientes.